# Groenlandia (azienda)
Groenlandia Srl è una società di produzione indipendente, tra le più importanti e attive oggi in Italia. 
Nata nel 2014 dall’incontro tra i registi Matteo Rovere e Sydney Sibilia, ha l’obiettivo di costruire e realizzare storie capaci di valorizzare e rinnovare la grande tradizione dell'audiovisivo italiano, anche nel panorama internazionale. Il gruppo Groenlandia include dal 2014 anche Ascent Film, fondata e diretta da Andrea Paris, che continua ad operare all’interno del gruppo
Il 22 marzo 2022 viene annunciata ufficialmente l'acquisizione di Groenlandia e delle sue controllate da parte del gruppo Banijay.
Tanti i successi ottenuti negli ultimi anni, tra gli altri la Saga di Smetto Quando Voglio, Il Primo Re, Moglie e Marito, Il Campione, L’Incredibile Storia dell’Isola delle Rose, La Belva, Settembre, Mixed By Erry, Diva Futura, La Vita da Grandi e le serie Romulus, La Legge di Lidia Poët, Supersex, Hanno Ucciso l’Uomo Ragno- La Leggendaria storia degli 883, Avetrana- Qui non è Hollywood e Maschi Veri

## Produzioni

### Film
- La foresta di ghiaccio, regia di Claudio Noce (2014) - tramite Ascent Film
- Smetto quando voglio, regia di Sydney Sibilia (2014) - tramite Ascent Film
- La prima volta (di mia figlia), regia di Riccardo Rossi (2014) - tramite Ascent Film

- The Pills - Sempre meglio che lavorare, regia di Luca Vecchi (2016)
- See You in Texas, regia di Vito Palmieri (2016) - tramite Ascent Film
- Moglie e marito, regia di Simone Godano (2017)
- Smetto quando voglio - Masterclass, regia di Sydney Sibilia (2017)
- Smetto quando voglio - Ad honorem, regia di Sydney Sibilia (2017)
- Sembra mio figlio, regia di Costanza Quatriglio (2018) - tramite Ascent Film
- Ovunque proteggimi, regia di Bonifacio Angius (2018) - tramite Ascent Film
- Croce e delizia, regia di Simone Godano (2019)
- Il primo re, regia di Matteo Rovere (2019)
- Il campione, regia di Leonardo D'Agostini (2019)
- Shadows, regia di Carlo Lavagna (2020) - tramite Ascent Film
- La belva, regia di Ludovico Di Martino (2020)
- L'incredibile storia dell'Isola delle Rose, regia di Sydney Sibilia (2020)
- Il Cattivo Poeta, regia di Gianluca Jodice (2021) - tramite Ascent Film
- Blackout Love, regia di Francesca Marino (2021)
- Il mio corpo vi seppellirà, regia di Giovanni La Pàrola (2021) - tramite Ascent Film
- Mondocane, regia di Alessandro Celli (2021)
- Una Relazione, regia di Stefano Sardo (2021)  - tramite Ascent Film
- Marilyn ha gli occhi neri, regia di Simone Godano (2021)
- France, regia di Bruno Dumont (2021)   - tramite Ascent Film
- Carosello Carosone, regia di Lucio Pellegrini – film TV (2021)
- Settembre, regia di Giulia Steigerwalt (2022)
- I viaggiatori, regia di Ludovico Di Martino (2022)
- The Hanging Sun - Sole di mezzanotte, regia di Francesco Carrozzini (2022)
- Una boccata d'aria, regia di Alessio Lauria (2022)
- Delta, regia di Michele Vannucci (2022)
- Ipersonnia, regia di Alberto Mascia (2022)  - tramite Ascent Film
- Mixed by Erry, regia di Sydney Sibilia (2023)
- Come pecore in mezzo ai lupi, regia di Lyda Patitucci (2023)
- Sei fratelli, regia di Simone Godano (2024)
- Una storia nera, regia di Leonardo D'Agostini (2024)
- Non sono quello che sono, regia di Edoardo Leo (2024)
- Indagine su una storia d'amore, regia di Gianluca Maria Tavarelli (2024)  - tramite Ascent Film
- L'impero, regia di Bruno Dumont (2024)  - tramite Ascent Film
- La coda del diavolo, regia di Domenico De Feudis – film TV (2024)
- El Paraìso, regia di Enrico Maria Artale (2024)  - tramite Ascent Film
- Le Dèluge - gli ultimi giorni di Maria Antonietta, regia di Gianluca Jodice (2024)  - tramite Ascent Film
- Gioco Pericoloso, regia di Lucio Pellegrini (2025)
- Diva Futura, regia di Giulia Louise Steigerwalt (2025)
- La vita da grandi, regia di Greta Scarano (2025)

### Serie TV
- Andata e Ritorno, regia di Claudio Noce , Matteo Rovere (2012)   - tramite Ascent Film
- Zio Gianni, regia di Daniele Grassetti Sydney Sibilia (2014 -2016)  - tramite Ascent Film

- The Pills - Non ce la faremo mai, regia di Simone Godano (2016)
- Romulus, regia di Matteo Rovere, Michele Alhaique, Enrico Maria Artale, Francesca Mazzoleni  (2020-2022)
- La legge di Lidia Poët, regia di Matteo Rovere, Letizia Lamartire e Pippo Mezzapesa – (2023-in corso)
- No Activity - Niente da segnalare, regia di Valerio Vestoso  (2024)
- Supersex, regia di Matteo Rovere, Francesco Carrozzini e Francesca Mazzoleni –  (2024)
- Antonia, regia di Chiara Malta (2024)
- Hanno ucciso l'Uomo Ragno - La leggendaria storia degli 883, regia di Sydney Sibilia, Alice Filippi, Francesco Ebbasta (2024)
- Avetrana - Qui non è Hollywood, regia di Pippo Mezzapesa – miniserie TV, 4 puntate (2024)
- Maschi veri, regia di Matteo Oleotto e Letizia Lamartire – serie TV (2025-in corso)

### Documentari
- Gitanes, regia di Matteo Rovere (2004). - tramite Ascent Film
- Isola Femmina, regia di Corrado Fortuna, Gaspare Pellegrino (2005) - tramite Ascent Film
- The Music hall of Rome, regia di Serafino Murri, Andrès Arce Maldonado (2008). - tramite Ascent Film
- Il Viaggio dell'angelo, regia di Sergio Leszczynski (2013) - tramite Ascent Film
- Online, confessioni pericolose, regia di Christian Letruria (2017) - tramite Ascent Film
- Bisonti, regia di Vito Frangione (2017) - tramite Ascent Film
- Ritratto di mio padre, regia di Maria Sole Tognazzi (2017) - tramite Ascent Film
- The Italian Jobs, regia di Marco Spagnoli (2018) - tramite Ascent Film
- Giochi da matti, regia di Christian Letruria (2019) - tramite Ascent Film
- Il Povero Cristo, regia di Daniele Ciprì (2019)
- Il Mostro di Udine, regia di Matteo Lena (2019) - tramite Ascent Film
- Romulus, il documentario, regia di Marco Pianigiani (2021)
- Mostri senza nome, regia di Giampaolo Marconato (2021) - tramite Ascent Film
- Sarah, La ragazza di Avetrana, regia di Christian Letruria (2021)
- La Bella Stagione, regia di Marco Ponti (2022)
- Elodie, Sento ancora la vertigine, regia di Nicola Sorcinelli (2023)
- Basco Rosso, regia di Claudio Camarca (2023)
- Il Delitto di Ponticelli, l'ombra de dubbio,  regia di Christian Letruria (2023)
- Frammenti di un percorso amoroso, regia di Chloé Barreau (2023)
- Eroici! , regia di Giuseppe Marco Albano (2024)
- Maestro - Il calcio a colori di Tommaso Maestrelli, regia di Francesco Cordio e Alberto Manni (2024)
- School of Life, regia di Giuseppe Marco Albano (2025)
- Pino, regia di Francesco Lettieri (2025)

## Premi e Festival
David di Donatello
- 4 David di Donatello a Le Deluge (Costumi, Scenografia, Trucco, Acconciatura)
- 2 David di Donatello a Settembre (Opera Prima, Attrice Protagonista)
- 3 David di Donatello a L'incredibile Storia dell'Isola delle Rose (Attrice e Attore Non Protagonista, Effetti Speciali)
- 3 David di Donatello a Il Primo Re ( Produttore, Fotografia, Suono)

Nastro D'Argento Film
- 2 Nastri d'Argento a La Vita Da Grandi (Esordio alla Regia, Attore Protagonista Commedia)
- 2 Nastri d'Argento a Le Deluge  (Costumi, Scenografia)
- 1 Nastro d'Argento a Diva Futura  (Attore Protagonista Commedia)
- 2 Nastri d'Argento a Il Cattivo Poeta (Fotografia, Costumi)
- 4 Nastri d'Argento a L'incredibile Storia dell'Isola delle Rose ( Commedia, Attore Protagonista Commedia, Scenografia, Casting
- 2 Nastri d'Argento a Il Campione ( Produttore, Esordio alla Regia)
- 3 Nastri d'Argento a Il Primo Re ( Produttore, Fotografia, Suono)

Nastro D'Argento Grandi Serie
- 2 Nastri d'Argento a Hanno Ucciso L'Uomo Ragno (Serie Comedy, Rivelazioni dell'anno)
- 1 Nastro d'Argento a Avetrana-Qui non è Hollywood (Seria Crime)
- 1 Nastro d'Argento a La Legge di Lidia Pöet (Serie Crime)
- 1 Nastro d'Argento a Supersex  (Protagonisti dell'anno)
- 1 Nastro d'Argento a Antonia (Sceneggiatura)
- 1 Nastro d'Argento a Romulus 2 (Serie dell'anno)

Nastro D'Argento Documentari
- Nastro d'Argento Premio speciale a Eroici!
- Nastro D’argento Miglior documentario Il racconto dello sport a La Bella Stagione

Partecipazioni a Festival
- Festival di Cannes con France
- Festival di Berlino con L'impero, Supersex
- Festival di Bari con  La vita da grandi, Marilyn ha gli occhi neri
- Festival di Locarno con Le Deluge, Non sono quello che sono, Delta
- Festival di Karlovy Vary con La vita da grandi
- Festival di Rotterdam con Come pecore in mezzo ai lupi
- Festival di Roma con La foresta di ghiaccio, Romulus 1, Romulus 2
- Festival di Roma - Alice nella città con I viaggiatori, La Legge di Lidia Pöet 2
- Festival di Torino con Indagine su una stroria d'amore
- Festival di Venezia con Diva Futura, Hanging sun
- Festival di Venezia - Orizzonti con El Paraiso
- Festival di Venezia - Sic con Mondocane
- Festival di Venezia - Giornate degli autori con Frammenti di un percorso amoroso
- Hot Docs Canadian International Documentary Festival con Frammenti di un percorso amoroso

## Società del gruppo

### Cineroma
Cineroma Srl è una società di servizi di produzione.
La società è stata fondata nel 1998 dal produttore americano David Nicholls per fornire servizi di produzione completi per i produttori internazionali che desiderano girare in Italia. Produce spot pubblicitari, serie televisive e lungometraggi e si occupa della definizione del budget iniziale, dello scouting, della gestione completa della produzione, casting, riprese, post produzione e servizi legali e contabili

### Ascent Film
Ascent Film viene fondata nel 2003 da Andrea Paris, con l’obiettivo di divenire una realtà produttiva indipendente in grado di dar voce a nuovi talenti cinematografici, italiani ed europei.
In quasi vent’anni di attività cinematografica e televisiva, Ascent Film ha prodotto film, cortometraggi e documentari di grande successo, partecipando più volte con le proprie produzioni a festival internazionali come Cannes, Venezia o Roma.
Dal 2008 Ascent Film, prima con l’ingresso di Matteo Rovere, ed entrando poi in Groenlandia Group, ha intrapreso la produzione di lungometraggi conservando sempre ricerca, esperienza ed entusiasmo come linee guida.
La società ha stretto legami con un gruppo di talenti dall’elevato potenziale artistico e commerciale, cercando di coniugare alti standard qualitativi ed esigenze del grande pubblico. Tutto questo senza dimenticare l’autore, e raccontando storie che per tematica e linguaggio escano dai confini nazionali: storie che hanno portato Ascent Film verso nuove collaborazioni con produttori, autori e registi europei e non.